# Grainville-la-Teinturière
Grainville-la-Teinturière è un comune francese di 1 123 abitanti situato nel dipartimento della Senna Marittima nella regione della Normandia.

## Società

### Evoluzione demografica
Abitanti censiti